# Los jugadores (ópera)
Los jugadores (idioma original en ruso, Игроки́, transliterado Igrokí) es un fragmento de ópera compuesto en 1941-1942 por Dmitri Shostakóvich, quien escribió el libreto basado en la pieza homónima de Nikolái Gógol.
Shostakóvich interrumpió la escritura, calculando que al final la obra sería demasiado larga. La pieza existente representa el primer acto. La obra fue estrenada el 18 de septiembre de 1978 en Leningrado por el Teatro de cámara de Moscú y la Orquesta Filarmónica de Leningrado bajo la dirección de Gennadi Rozhdéstvenski.